# Pfarrhaus (Pelhřimov)

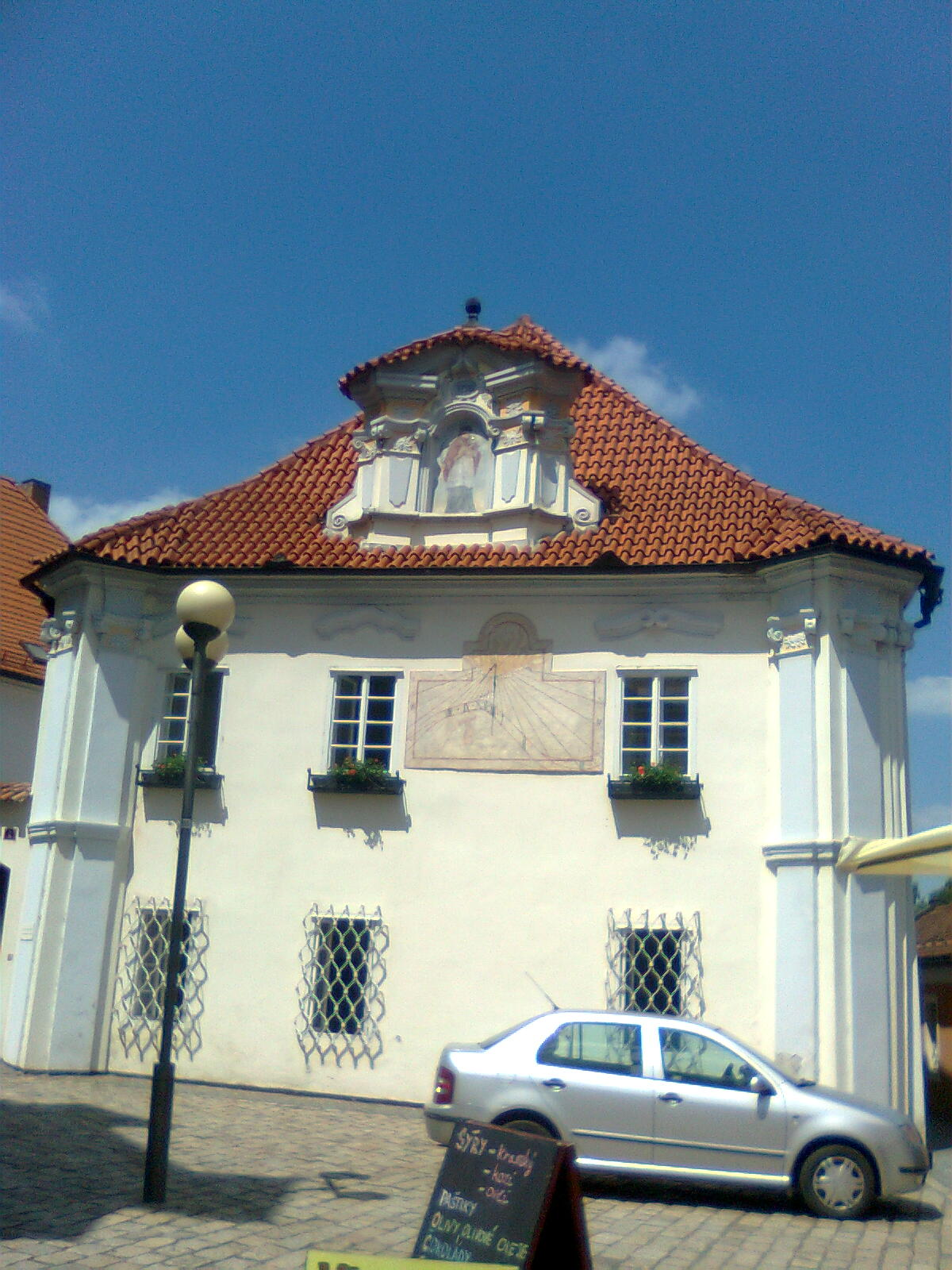
Pfarrhaus in Pelhřimov

Das Pfarrhaus in Pelhřimov (deutsch Pilgram), einer tschechischen Stadt im südböhmischen Okres Pelhřimov, wurde 1766 errichtet. Das Pfarrhaus neben der Kirche, im Stil des Barocks erbaut, ist ein geschütztes Kulturdenkmal.
Der zweigeschossige Walmdachbau mit drei zu drei Fensterachsen wird an den Ecken durch Pilaster geschmückt.